# Піша Лариса Петрівна
Піша Лариса Петрівна (нар. 6 листопада 1964, Київ) — українська художниця сучасного живопису, представниця Нової хвилі, працює також в галузі монументального мистецтва як вітражист. Член Національної спілки художників України(з 1992), Спілки дизайнерів України (1998).
Кураторка і учасниця національних і міжнародних мистецьких проектів. Роботи демонструвалися у країнах: Німеччина, Канада, Франція, Японія, Болгарія та інших.
Твори зберігаються у Музеї історії Києва, Музеї українського народного декоративного мистецтва, приватних колекціях та галереях в Україні й за кордоном.

## Життєпис
Народилась Лариса Іванова 6 листопада 1964 року в Києві в сім'ї науковців і митців. ЇЇ батько — український поет і філолог Іванов Петро Федорович, мати — Іванова (Жовтобрюх) Жанетта Михайлівна(1928—1993), була старшим науковим співробітником в Інституті органічної хімії НАНУ, дідусь  — Жовтобрюх Михайло Андрійович був знаним українським мовознавцем, бабуся Марія Петрівна  — викладачем математики у 92 київській школі; брат, на 13 років старший, Сергій Іванов був відомим актором.
В сім'ї з повагою поставились до вибору Лесі (як її зазвичай звали) стати художницею, хоча за цим фахом їй допомоги не було. Перш ніж поступити до вишу, вона довго готувалась, навчалась приватно в ізостудії Зарецького В. І. У 1988 році закінчила Київський художній інститут (нині НАОМА), монументальне відділення живописного факультету, педагоги з фаху — М.Стороженко, В.Чеканюк. Згодом пройшла стажування у французькому мистецькому центрі «Cité internationale des arts», Париж (2005).

### Сім'я
Була у шлюбі з художником Пішим Віктором Антоновичем, у них народилась дочка Ярослава Вікторівна (1986 р.н.)

## Нагороди
- 2001 — «Художник-анімаліст року» — кубок міжнародного рейтингу «Тварина року».
- 2002 — грамота «За втілення образів природи у монументальному мистецтві», міжнародний рейтинг «Тварина року».
- 2003 — Срібна медаль ІІ ступеню «Ювілейна медаль «10 років незалежності України»».
- 2006 — Грамота «За творчу співпрацю з Печерською районною у місті Києві державною адміністрацією та у зв'язку з 85-річчам самоврядування на Печерську».
- 2014 — грамота КОНСХУ, за творчу працю.
- 2021— лауреат премії КОНСХУ "Митець" імені Михайла Бойчука (секція монументально-декоративного мистецтва)

## Творчість

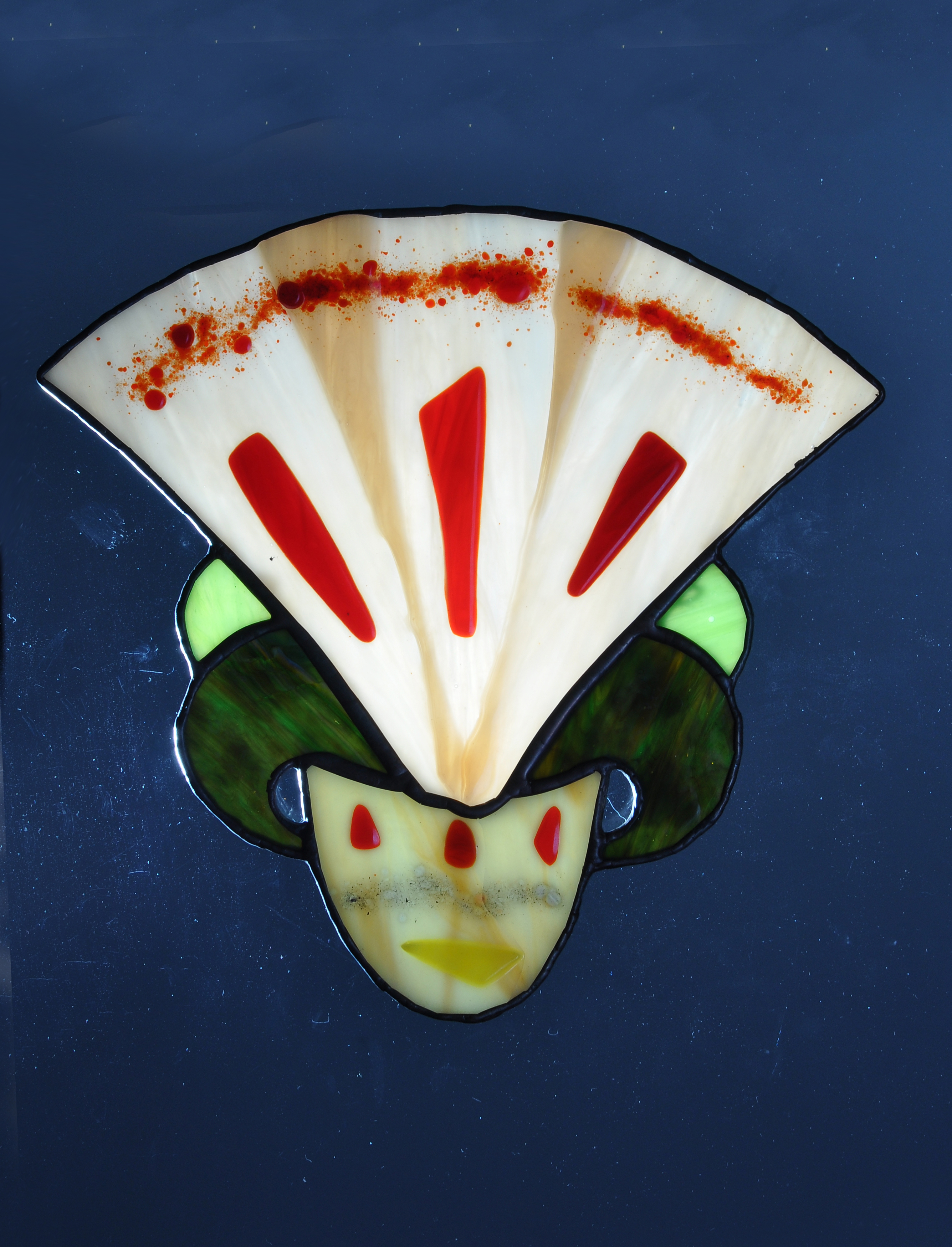
Квітка-віяло. Вітраж. 2000

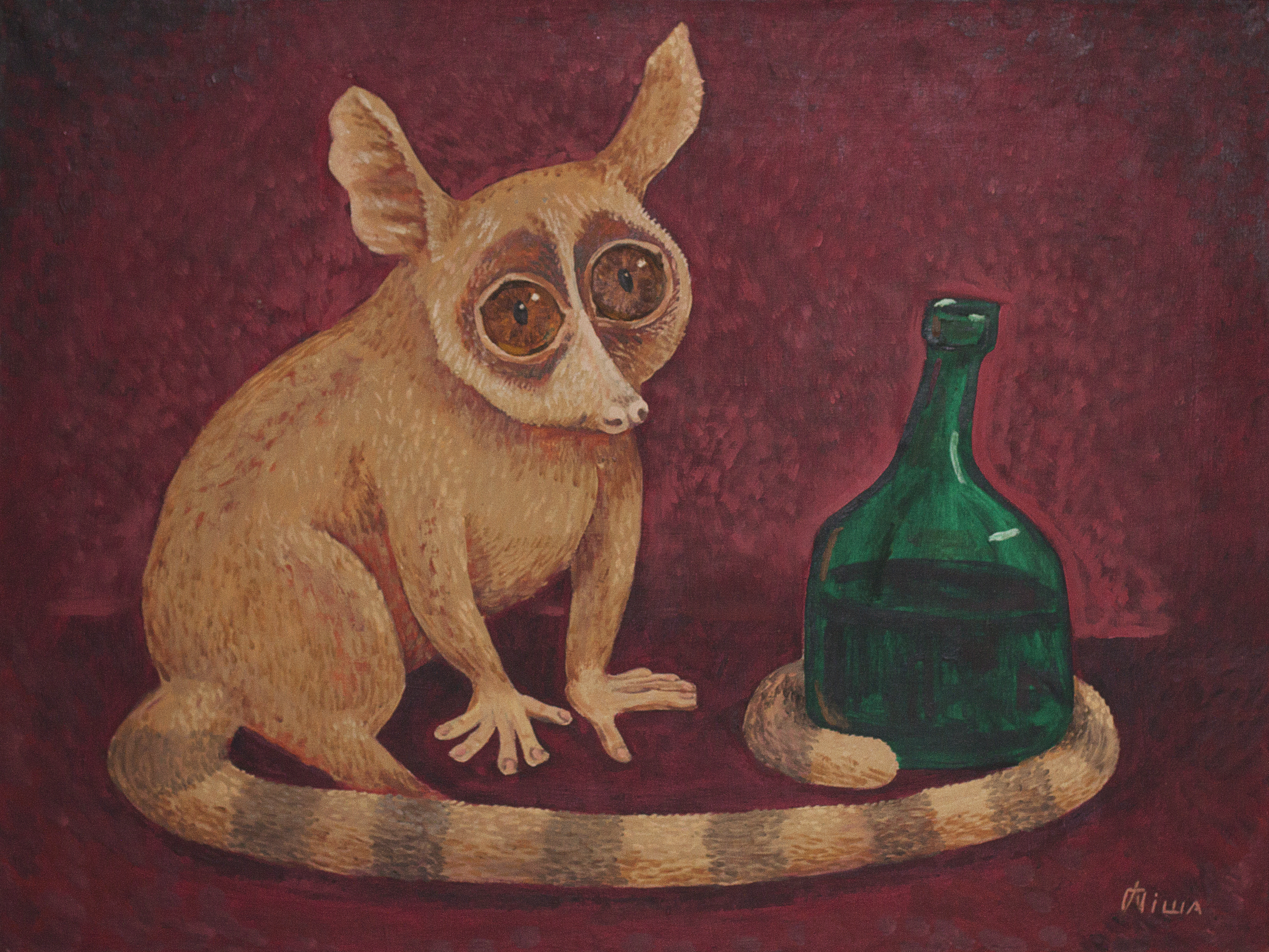
Французьке вино, П.о, 60х80, 2000

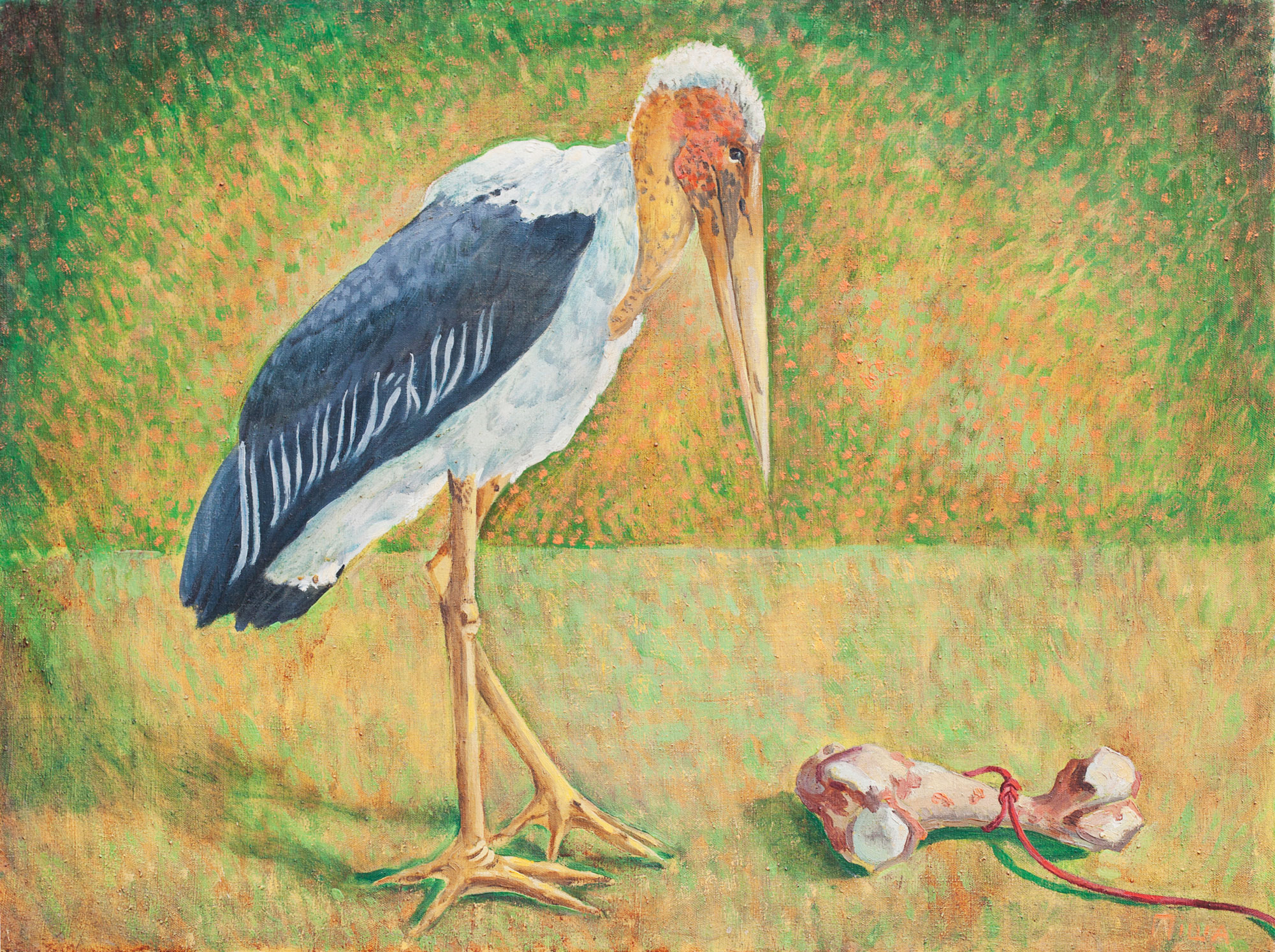
Як ловлять марабу. П.о, 60х70, 2000

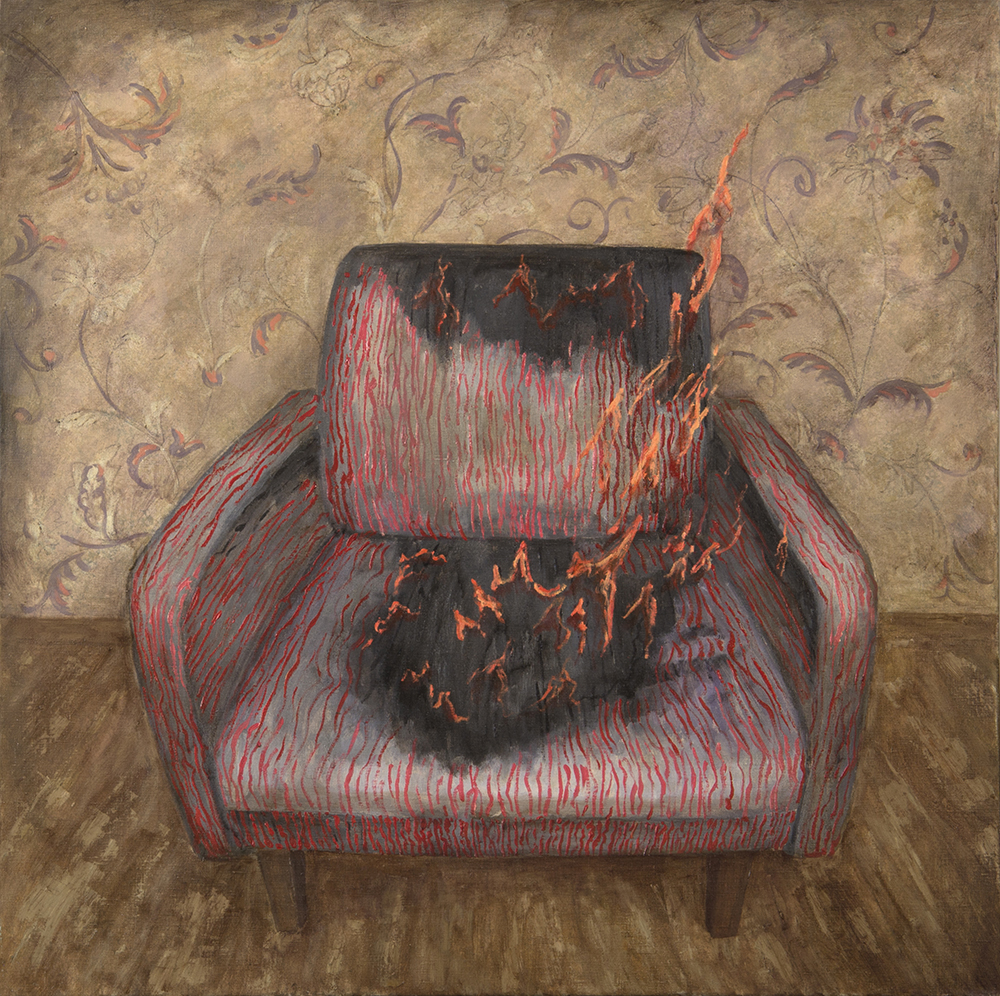
Несподіванка. П.о, 120х120, 2018

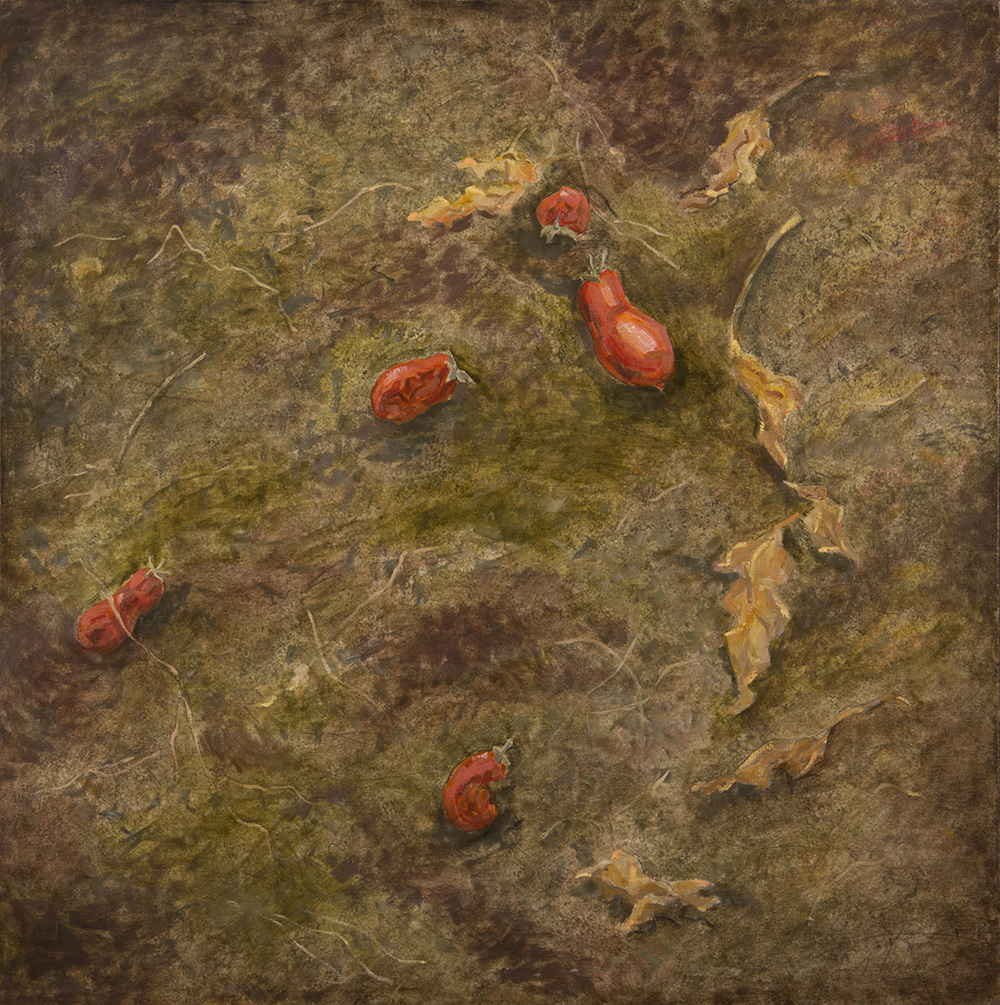
Помідорчики П.о, 120х120, 2018

Лариса Піша належить до покоління творців Нової хвилі, яку вона збагатила яскравим розмаїттям картин, малюнків, вітражів. Її прагненням опанувати нові техніки для втілення задумів, окрім традиційного живопису (то енкаустику, то мозаїку з кольорового скла), керує основна спрямованість її творчої натури — зафіксувати невидимий рух життєвого плину, який є сутністю існування. Вона може працювати з маленькими деталями, але не з дрібницями, завжди маючи в уяві масштабну картину, яку вони мають складати. Великий простір — її стихія, вона обирає стіни будинків, інтер'єрів, чималі полотна для живопису, на яких документує мить усвідомлення єднання із світом, чим звеличує, на перший погляд, звичайні речі, як квітка, хатка, річка, тощо. Так, її проект «Крила» демонструва великі, майже гіпереалістичні зображення ніби препарованих зоологом деталей, провокуючи глядача до розумового синтезу побаченого. Художниця пояснювала: «… недавно мені захотілося зробити таку собі „розповідь в картинах“: людина народжується — бачить небо, вмирає — бачить землю, а протягом життя приміряє різні крила, метелика, орла, ще когось … Крила — це наше прагнення літати.»
Тваринний світ нерідко слугував Пішій для втілення людських емоцій (художниця отримала декілька премій за майстерний анімалізм). Святкову манеру зображень яскравими фарбами, з відчутним впливом найкращих українських традицій наївного малярства вона поєднує з науково-дослідницькими описами сюжетів. От гарний птах з великим дзьобом збирається вхопити кістку, яку потім не зможе випустити і буде спійманим, — розповідь про всюдисюдну жадібність. Чудовий лемур біля пляшки французького вина (викривленої не через притаманний художниці неоекспресіонізм, а виготовленої таким чином в реальності), як і всі чудові поети й художники, спочатку насолоджується, а потім страждає від алкоголю…
У будь-якій фантазії, як і у всіх справах, для художниці «важлива чесність: якщо ти брешеш в мистецтві, про що б не йшлося, — про проекти, пов´язані з кіно, сучасним мистецтвом, живописом, — робиш те, що не відповідає твоїм думкам …, це завжди видно».
Всі твори художниці по-різному стверджують цінність людського життя, як от вона коментує свій проект «Листи. Люди. Напрямки»: «…м´яті скляні пластинки без текстів, з датами внизу, — це те, що вже було; те, що нікуди не зникло, бо сплавляється з простором, з'єднується з ним, як би залишається в ефірі, забуте і незабуте одночасно. Немає такого поняття, як досконале забуття, — як і досконала пам´ять. Кожна людина, як фрагмент людства, залишається в пам´яті історичною одиницею, — як частина свого народу, своєї землі, нарешті, художнього процесу.»
Народжена в родині філологів, Л.Піша також наділена талантом писати вірші, які нероздільні від її творчого процесу. Знаний мистецтвознавець Ігор Іванович Верба
 високо оцінив доробок мисткині:
|  | Якщо дивитись у світ очима любові…» — у цьому рядкові одного з Ларисиних віршів, на мою думку, закладений «ключ», за допомогою якого можна увійти до дивовижного світу малярства мисткині. Теми, які збуджують її натхнення, образи картин, нею створених, зрозумілі кожному. Адже вони — сутність життя: людина і природа, краса і кохання, таїнство народження і гармонія, уявно-казковий світ добрих тварин. |

## Основні виставки
- 1988 — «Співдружність» — (Литва,Вірменія,Україна), Москва, Росія.
- 1989 — Міжнародне бієнале «Імпреза — 89»- Івано-Франківськ, Україна (каталог)
- 1990 — «Fifth Annual International Exhibition of Miniature Art»- Канада, Онтаріо, Del Beilo Gallery
- 1991 — «Золота лінія» — виставковий зал СХУ (каталог)
- 1992 — «2 Биеннале графики», Калининград, Россия (каталог)
- 1993 — Міжнародне бієналє «Імпреза-93», Івано-Франківськ, Україна (каталог)
Виставка художників-монументалістів до 110-ї річниці народження М.Бойчука, Тернопіль,
- 1994 — «Графічні ремінісценції» — Польща (буклет)
Міжнародна виставка графіки і плакату «4 блок»,
- 1995 — «Виставка київського живопису», галерея «Київ»
«Виставка київських монументалістів», галерея «Київ»
«Виставка графіки з колекції „Імпрези“ по містах Іспанії» (каталог)
«Міжнародне бієналє друкованої мініатюрної графіки», Токіо, Японія (каталог)
- 1996 — Акція «Workshop-1», Київ, Експериментальна творча графічна майстерня СХ
«Болгарія очима українських художників» — м. Шумен, Болгарія; Посольство Болгарії в Україні; Слав'янський університет, Київ (буклет)
«Міцніють таланти твої, Україно» — виставка у Верховній Раді України (каталог)
- 1997 — «Прекрасне і майбутнє» — виставка у Верховній Раді України
«День планети» — Корпус миру США,
«Арт-фестиваль», Український дім, Київ, експозиція галереї «Тадзіо» (каталог)
«Трієналє графіки», СХУ (каталог)
- 1998 — «Велика королівська писанка», галерея «Тадзіо»,
«60 років СХУ» Український дім,
«Тварини», галерея «36».Київ.
«Арт- фестиваль», Український дім, Київ, експозиція ФСРМУ.(каталог).
«Меридіани серця», м. Чернівці, Україна (каталог).
«Big Art», галерея «Лавра»,
«Молодь за майбутнє України», Український Дім, Київ.
- 1999 — «Поцілуночки», галерея «Тадзіо»
«Жінка біля джерела», Український національний музей образотворчого мистецтва. (буклет)
«Свято мистецтв у Лаврському провулку», галерея «Лавра» (каталог)
«Об'єкт мистецтва. Листячка та квіточки», (спільно з І.Лесинською), галерея «36»
- 2000 — Арт-фестиваль. Український дім. Київ.(каталог).
Міжнародний Арт — фестиваль. Магдебург, Німеччина (каталог).
- 2001 — «Люди і звірі»(спільно з Г. Столбченко, О. Комісаренко, О.Голуб), Український дім, Київ.
«Зайці та кролики», куратор, галерея «Дім Миколи», Київ
«10 років незалежності у творах київських художників», галерея «Лавра», Київ.
- 2002 — «Торси», спільно з Укадер — галерея Фонду сприяння розвитку мистецтв України, Київ.
- 2004 — Автопортрет, галерея «Дім Миколи», Київ.
«Коло друзів», Національний художній музей України, Київ.
- 2005 — «Decouverte» (спільно з І. Лесинською), Cite des Arts, Париж, Франція.
- 2006 — «Рибний день-6», галерея «Ірена», Київ.
- 2006 — «Печерські краєвиди», галерея «Лавра», Київ
- 2008 — «Арт Київ» — міжнародний художній фестиваль в Українському домі.
- 2008 — «Лінія модерну» — галерея «Боско», м.
- 2009 — «Різдво і джаз» — галерея Фонду сприяння розвитку мистецтв, м.
- 2010 — «Парасоля» — Спілка дизайнерів
- 2011 — «Художник очима художника» — галерея «Триптих», м. Київ.
Участь в проекті Кендіс Брайц, Пінчук арт центр.
- 2012 — Монументалісти Києва, галерея М-17, м. Київ
- 2013 — Пленерний проект. Денний стаціонар N 1, галерея Калита арт клуб. Київ.
«Київський пленер. Денний стаціонар»,Національний музей «Київська картинна галерея», м. Київ.
- 2015 — «Mal dein Kitz — Male deine Welt». Галерея «ART.ENDART». Берлін, Німеччина.
- 2016 — «Французькі таблички. З чистого аркуша», спільно з Катериною Свіргуненко. Національний заповідник «Софія Київська», галерея «Хлібня».
- 2019 — «На пошану музею, з любов'ю до міста», Музей історії Києва.
- 2019 —  Виставка у Національному музеї Тараса Шевченка  разом з Валерією Трубіною[9]

### Персональні виставки
- «Сонце-сонях» — Інститут літератури АН України, Київ, 1988
- «Дерево мого роду» — галерея Андріївський узвіз, 1990
- «Скарб гетьмана Полуботка», Спілка письменників України,1991
- «Галявина» — галерея «Ірена», Київ, 1994
- «Знаки любові» — галерея «Світ-Л», Київ, 1996
- «Затонуле золото бажань» — галерея «Тадзіо», Київ ,1998
- «Острів Україна» — галерея «Дім Миколи», Київ, 2000.
- «Творча майстерня Лариси Пішої» — галерея Фонду сприяння розвитку мистецтв України, Київ, 2001
- «Квітка, що несе світло». «Майстерня», НСХУ, Київ, 2003
- «Крила». Галерея «Майстерня»,2006
- «Гойдалка». Галерея «Мистець», КО НСХУ, Київ, 2011
- «Французькі таблички». Галерея «Калита — арт», Київ, 2012
- «Люди. Листи, Напрямки». Галерея Національної спілки художників України. Буклет, передмова 2014
- «Скло», Філія Національного музею «Київська картинна галерея» "Мистецький центр «Шоколадний будинок» листопад, 2016
- «Світлі враження», галерея «Небо», м. Київ, 2017.
- «Ні початку, ані кінця… Літопис натхнення во врем'я люте».Національний музей «Київська картинна галерея», м. Київ. 2023

### Монументальні твори
- «Дороги» — розпис, Інститут літератури АН України, Київ, 1988
- «Веселі гостини» — розпис, їдальня СШ № 10 , м. Бровари. 1990
- «Летючий корабель» — розпис, Центр радіаційної медицини, м. Київ, 1993.
- «Терра інкогніта» — розпис, ресторан «Підкова», Конча Заспа, 2002.
- Вітражі, ресторан «Монако», Київ, 2006, 2010